# Yi Luo
Yi Luo, född 19 februari 1965 i YiYang, Jiangxi-provins, Kina, är en kinesisk kemist och professor i teoretisk kemi vid Kungliga Tekniska högskolan i Stockholm.
Yi Luo tilldelades 2010 års Göran Gustafssonpris i kemi "för hans internationellt ledande, teoretiska arbeten i områdena molekylär elektronik (enstaka molekyler), synkrotronstrålning för röntgenspridningsstudier och icke-linjär optik, vilket ökat förståelsen för och banat väg för förbättrade eller nya tillämpningar inom dessa tre områden".